# Юкка Віртанен
Юкка Віртанен (фін. Jukka Virtanen; 15 липня 1959, м. Турку, Фінляндія) — фінський хокеїст, захисник. 
Виступав за «Ессят» (Порі), ТПС (Турку), «Кієкко-67».
В чемпіонатах Фінляндії — 507 матчів (43+70), у плей-оф — 93 матчі (12+6). 
У складі національної збірної Фінляндії учасник зимових Олімпійських ігор 1988 (5 матчів, 0+1), учасник чемпіонатів світу 1986 і 1987 (17 матчів, 2+2). 
Досягнення
- Срібний призер зимових Олімпійських ігор (1988)
- Чемпіон Фінляндії (1989, 1990, 1991, 1993), срібний призер (1980, 1985)